# 東京声優プロデュース
東京声優プロデュース（とうきょうせいゆうプロデュース）は、株式会社サンタプラネット TSP事業部が運営する、声優の育成を中心とする養成学校。
いわゆる無認可校である。
東京校・大阪校・名古屋校・福岡校の4校がある。

## 概要
- 開校 － 2002年12月
- 声優の人材育成・キャスティング・音響制作。
- クラス人数 － 13名～23名
- 協力プロダクションと、制作会社によるデビューまでのバックアップ体制。
- レッスンは、発声練習や演技基礎などの基本練習と、イメージ訓練やナレーション・演技実習などの実習の、二つのレッスンがある。
- 応募は12歳～35歳まで出来る。

## 講師
- 島香裕
- 尾小平志津香
- 深澤弘（元ニッポン放送アナウンサー。新潟県民エフエム放送パーソナリティ）
- 前田真里
- 森谷威夫（京都放送アナウンサー）
- 岩崎和夫（元ラジオ関西アナウンサー）

## 各校所在地
東京校（関東事務局：東京・名古屋）
- 東京都中央区日本橋大伝馬町1-13 近源ビル3F

大阪校（関西事務局：大阪・福岡）
- 大阪府大阪市西区立売堀1-9-13 TAROUビル6F

福岡校
- 福岡県福岡市南区大橋